# Oasi Bosco di San Silvestro
L'Oasi WWF Bosco di San Silvestro è un'oasi della Campania istituita nel 1993.
Occupa una superficie di 76 ettari nel comune di Caserta.

## Storia
La Reale Tenuta di San Silvestro faceva parte, insieme a San Leucio, al Parco Reale ed al Giardino all'Inglese delle "Reali Delizie" annesse alla Reggia di Caserta. Situata a nord del complesso monumentale, si estende sulle due colline contigue di Montemaiulo e Montebriano.
L'area, di circa 76 ettari, venne scelta in quanto la sua forma ad anfiteatro creava una scenografia naturale particolarmente idonea alla Grande Cascata che anima, con le sue acque, le fontane del parco vanvitelliano. I territori che la compongono furono acquistati dopo il 1750 in momenti diversi e riuniti poi in un unico tenimento che venne delimitato con un muro perimetrale, in parte ancora visibile.
La tenuta di San Silvestro, così come gli altri siti reali, fu destinata ad attività agricole e venatorie sull'esempio delle nuove mode di vita agreste diffuse nelle altri corti europee. In questa area furono conservate, e in alcuni casi incrementate, le coltivazioni già esistenti come la celebre "Vigna del Ventaglio" nella quale si coltivavano tutti i vitigni presenti nel regno dei Borbone, ma anche uliveti, frutteti, orti e giardini. Tra il 1797 e il 1801, in località "Parito" venne costruito, sotto la direzione dell'architetto Francesco Collecini, già collaboratore di Luigi Vanvitelli, il Real Casino di S. Silvestro per dar ristoro al Re ed al suo seguito durante la caccia nei boschi vicini e per disporre di locali idonei alle diverse necessità dell'azienda agricola.
Il 13 maggio 1922 la tenuta di S. Silvestro, che faceva parte dei beni immobili della Corona passò al Demanio dello Stato e fu consegnata al Ministero della Pubblica Istruzione.
Durante la Seconda Guerra Mondiale il sito borbonico fu occupato dalle truppe alleate, come testimoniato dalle piattaforme di cemento, ormai quasi del tutto ricoperte dalla vegetazione, posizionate per attraversare il bosco con mezzi cingolati e non.
Nel dopoguerra, fino al 1970, il Real Casino ospitò una colonia antitracomatosa e nel 1983 l'intero Sito, gestito dall'Amministrazione provinciale, passa per competenza alla Soprintendenza ai Beni AA.AA.AA.SS. per le province di Caserta e Benevento. In quest'ultimo ventennio il Real Casino, che già in passato era stato sottoposto a varie trasformazioni e interventi di "abbellimento", ha subito continui atti vandalici; sono state rubate statue, divelti e trafugati marmi intarsiati, asportati parati, distrutti servizi, ecc. 
Il sito borbonico fu gravemente danneggiato anche dal punto di vista ecosistemico, infatti il bosco di San Silvestro risentì fortemente dell'introduzione impropria dei daini; inoltre, fino all'arrivo del WWF, l'area era soggetta a bracconaggio e al deposito abusivo di rifiuti di ogni genere.
Il 6 febbraio 1993 il WWF Italia, dopo un lungo periodo di collaborazione con la Soprintendenza per la salvaguardia del Sito, ha ottenuto dal Ministero per i Beni Culturali e dal Ministero delle Finanze la gestione del "Bosco di S. Silvestro" che è così diventato la prima "Oasi del WWF" della provincia di Caserta. Il 10 aprile 1994 l'Oasi è stata inaugurata ed il giorno successivo aperta al pubblico mediante visite guidate.

## Fauna
È presente la tipica fauna del biotopo mediterraneo. Tra i mammiferi più diffusi troviamo il ghiro, il tasso comune, la volpe rossa, la faina, il riccio comune, il moscardino, l'arvicola dei boschi.  
Gli uccelli, numerosi, presentano un'alternanza di comunità nelle diverse stagioni: in inverno sono presenti specie svernanti, provenienti dal Nord Europa, che ripartono in primavera; in questo periodo arrivano le specie che hanno trascorso l'inverno a Sud del Sahara, queste trascorreranno qui l'estate, crescendo la propria nidiata, per poi ritornare in Africa così da evitare le basse temperature dell'inverno italiano. Tra le specie svernanti troviamo: la ballerina bianca  e la ballerina gialla, il fiorrancino, il luì piccolo, il lucherino. 
Tra gli uccelli l'allocco, la ghiandaia, il barbagianni e il picchio rosso maggiore.

## Flora
La flora è composta soprattutto di piante sempreverdi, sono presenti numerose felci.
Il bosco è caratterizzato dall'acero campestre, dal castagno, dal cerro, dal leccio, dalla roverella e da altre specie autoctone.
Nelle altre zone si sviluppano gli ulivi e la macchia mediterranea.

## Accessi
L'accesso è da Via Giardini Reali 1/bis, nella frazione San Leucio di Caserta.